# フィロ・ファーンズワース フューザー

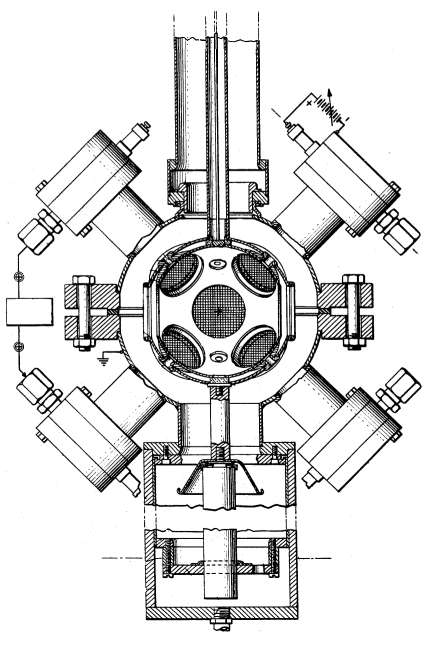
1968年6月に登録されたフューザー

フィロ・ファーンズワース フューザー若しくは単純にフューザーとは、フィロ・ファーンズワースによって発明された核融合装置である。数多くの研究者により開発されてきた従来の核融合装置との大きな違いは、磁場によってプラズマを封じ込めて緩やかに加熱するのではなく、反応容器内で瞬間的に高温状態を作り出す慣性静電場閉じ込め式という点である。
開発当初は核融合エネルギーの実用化かと期待されたが、開発が進むにつれ困難であることが判明したので中性子発生装置としての用途に活路を見出された。今日では、その特性を活かして、非破壊検査や地中の地雷や爆発物等、見えない危険物質のスペクトルをエネルギー分散型X線分光計で検出する用途や医療用の同位体の製造を目的として開発が進められつつある。

## 歴史

### 発明
フューザーの原型は、テレビジョンの先駆者として知られるフィロ・ファーンズワースによって発明された。1930年代初頭、テレビ向けの真空管を設計していた彼は、電極から電極への電子の移動が高周波磁界によって阻害されるという興味深い現象を発見し、マルチパクターと名付けた。その結果、電子を真空管の中央に貯めることができ、高い増幅率を達成した。同時に大量の電子が電極に衝突し電極を侵食してしまうため、現在ではこのマルチパクター効果を防止する対策がとられている。
ファーンズワースはこの現象を研究するうち、核融合の実現に重要な高温高密度プラズマの保持に応用できると思いつき、電子もしくはイオンの「壁」によってプラズマを閉じ込める装置を考案した。彼はこの仮想電極の概念をフューザーと名づけた。

### 初期型設計
ファーンズワース型の原型的なフューザーの設計は円柱状に配列された電極を基礎としており、マルチパクター効果の原型に基づいている。まず、電極を正の電荷にしておき、燃料を正の電荷にイオン化し、電極の外側の小さな加速器から電極に設けられた穴を通して打ち出される。いったん穴を通過したことで、燃料は高い速度で内側の反応部のほうへ加速される。正の電荷を持つ電極からの静電圧力は燃料をチャンバの壁から離れるように保ち、新しいイオンの衝突によって中心部に高温のプラズマが生成される。彼はこれを慣性静電場閉じ込めとしており、この用語は今日まで使用が続けられている
1960年代、さまざまな形式のフューザーが組み立てられた。これらのモデルはもともとの概念とは違い、球状の反応部を利用しているが、その他の点では類似している。ファーンスワースは公正に研究運営を公開し、いくつかの研究室は独自のフューザーの設計を作り上げた。これらは一般に成功したが、この形式は加速器から供給される燃料の量がスケールアップ上の問題となっており、燃料の少なさが反応が急速に失われる理由となっていた。

### 発展

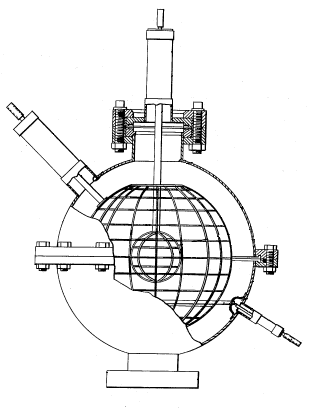
US3530497 — ヒルシュ-ミークスフューザー

ロベルト・ヒルシュの登場によって、研究は大きく前進した。彼はイオン加速器やマルチパクター効果に頼らない新しい設計のフューザーを提案した。これら既存のシステムの代わりとして、二つの球状電極を、入れ子のように配置して、枠の内側は希薄な燃料気体で満たされる構造になっていた。この形式において、加速器は必要なく、外側の電極の周囲のコロナ放電が十分にイオン源として利用できた。燃料ガスは一度イオン化すると、負に帯電した内側の電極の方向へ引き寄せられ、さらにガスはこれらの電極を通り過ぎ、中央の反応部に入っていくという方法であった。
総体的なシステムはコンセプトとしては最終的にファーンワース式の原型的フューザー設計の類型になっていたが、反応に利用する電極は内側に設置されている。イオンは内側の電極の近くに集められ、正電荷の殻を構成する。殻の外側からの供給された新しいイオンはその速度から殻を貫き、イオンはいったん殻の内側に入ると、中心部への圧力を受ける。また、このとき冷却器も自ら殻の中に入り一緒に集まる。これによって中央部でプラズマが発生する。このデザインは正式にヒルシュ・ミークスフューザーと呼ばれ、今日まで研究が継続されている。

### 近年の開発
1980年代初期以降、大型装置の発展の遅さに失望した物理学者たちはフューザーによる核融合をあきらめ、代わりとなる設計に研究の矛先を変えていった。一方で、イリノイ大学アーバナ・シャンペーン校のジョージ・ミレーはフューザーについて取り上げ、学会に再導入を図り、この時以来フューザーに対して低くとも安定した興味が維持されている。この後、フューザーを基礎とする中性子発生器の開発が成功し商業的に導入された。Robert W. Bussardは2006年からは彼がなくなる2007年まで、フューザーと類似した設計のPolywell(en:Polywell)と呼ばれる炉について話しており、これは発電機としての能力があると明言していた。

## 作動原理

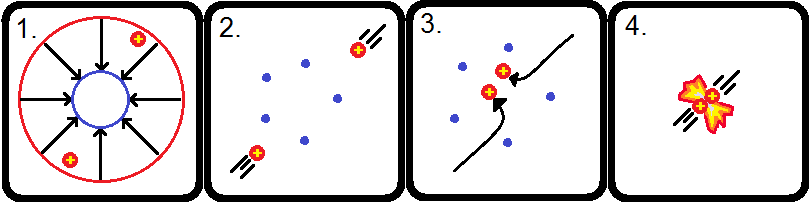
(1) 反応容器内の外側に陽極、中央に陰極が配置される。(2) +に帯電した荷電粒子は陰極に向けて加速する。電場が荷電粒子を核融合反応が生じる温度に加熱する。(3) 荷電粒子が内側の陰極をすり抜ける。 (4) 一部の荷電粒子は核融合反応する。

フューザーが中性子を発生させる原理は真空容器の中央部に幾何学的透過率の高い陰極を配置して負の高電圧を印加することで荷電粒子を生成して、それらの荷電粒子は電極間の電位差により、装置の中心へ加速して陰極の反対側へと通り抜け、通り抜けたイオンは減速して再度中央部へと加速される。この加速・減速を繰り返す周回荷電粒子により、周回荷電粒子同士、周回荷電粒子と背景粒子、周回荷電粒子がプラズマ内で中性化した加速中性粒子と背景粒子の衝突が発生する。この衝突時に粒子密度や速度などに依存する確率的核融合反応を引き起こす。核融合反応の発生する理由は二重井戸ポテンシャルの効果やトンネル効果などが考えられるが、詳しい理由はまだ解明されていない。核融合反応によって発生する粒子は封入されるガスの種類によって変えることが可能で中性子を発生させるためには重水素(D)、三重水素(T)ガスが主に用いられ、ガス種を変更すれば発生する粒子の種類を変更することが可能で粒子の持つエネルギーが単色で、発生量や発生時間の調整が自由に出来るという特徴がある。

## 動力源としてのフューザー

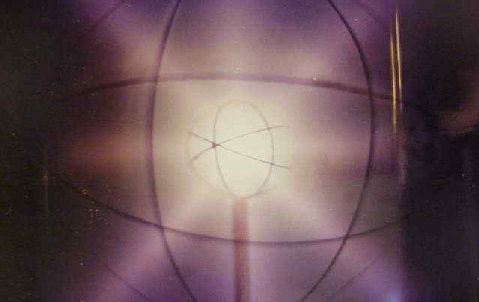
Farnsworth–Hirsch Fusorの運転中に"star mode"と呼ばれる特徴的な電極間のプラズマから発せられる"光線"

核融合反応は原理としてはエネルギーを発生するため、核融合エネルギーは動力化できる。重水素と三重水素は低いエネルギー反応で起きるが、このときでもイオンは最低で4,500万Kに相当する4keVを持たなければならない。このような温度下では、燃料原子はイオン化され、プラズマの性質になる。実用核融合発電所では、核融合反応は最初のエネルギー損失を補うのに十分な量のエネルギーが発生しないといけない。反応率は温度と燃料密度によって異なり、損失率はエネルギー閉じ込め時間τEに特徴付けられており、必要とされる最小状態はローソン基準(en:Lawson criterion)で表現される。磁場閉じ込め方式では磁場によって保たれた高温のプラズマによって要求される状態に到達させるが、これは研究によって非常に困難であることが証明されている。システムの応用の複雑さは実用発電機への設計の有用性を損なっている。
元来のフューザーは、いくつかの小さな粒子加速器を使ったもので、本質的には両端をなくしたブラウン管のような構造で、注入されたイオンは比較的低い電圧で真空の反応部に投入された。ヒルシュ形式のフューザーでは反応部でイオン化され薄められたガスによってイオンが生産される。この形式では大きさが異なる同心の球形の電極を持ち、内部のものは外部のものに対して負に帯電している。イオンは一度電極の間の範囲に入ると、中心部に加速される。フューザーではイオンは数keVの電極によって加速されるため、何らかの過程でエネルギーを失う前にイオン融合する限り加熱する必要はない。どんな基準でも4,500万Kはとても高温であるにもかかわらず、対応する電圧はたったの4kVで、この基準はネオンライトやテレビといった機構の中で一般的に見られるレベルである。イオンが初期エネルギーを維持しているのであれば、反応断面積のピークの利点を利用して、あるいは中性子の生産のような高エネルギー時に起こる不利な反応を避けて、エネルギーに転換することができる。
イオンエネルギー増大の容易さは陽子とホウ素11の核融合のような高温での核融合に特に有用と考えられている。この融合形式に必要となる燃料は豊富で、トリチウムを必要とせず、第一反応では中性子を発生させない。一方で、静電電位が十分なためイオンと電子の両方を同時に捕らえることができないため、電位電荷蓄積の範囲でなくてはならず、これは結果として達成可能な密度に上限をもたらす。相当する出力密度の上限や、さらにD-T燃料の仮定は、動力源としては小さすぎるとされる。

## 中性子源としてのフューザー
エネルギー源として利用できるかどうかとは別に、フューザーはすでに非破壊検査や医療用の同位体の製造に利用可能な中性子源として利用可能であることが証明されている。発生する中性子束は原子炉や粒子加速器で得られる量ほどは高くないが、多くの利用には十分な量である。重大なことに、この中性子発生装置は卓上に設置可能で、容易に始動、停止が可能である。商業的なフューザーは非中核ビジネスとして宇宙インフラ用途のためにダイムラー・クライスラー・エアロスペースが1996年から2001年にかけて開発していた。計画の円満終了の後、以前の計画部長はNSD-フュージョン社を設立した。
日本でも対人地雷の探索を目的として開発が進められた。

## 愛好家による製作

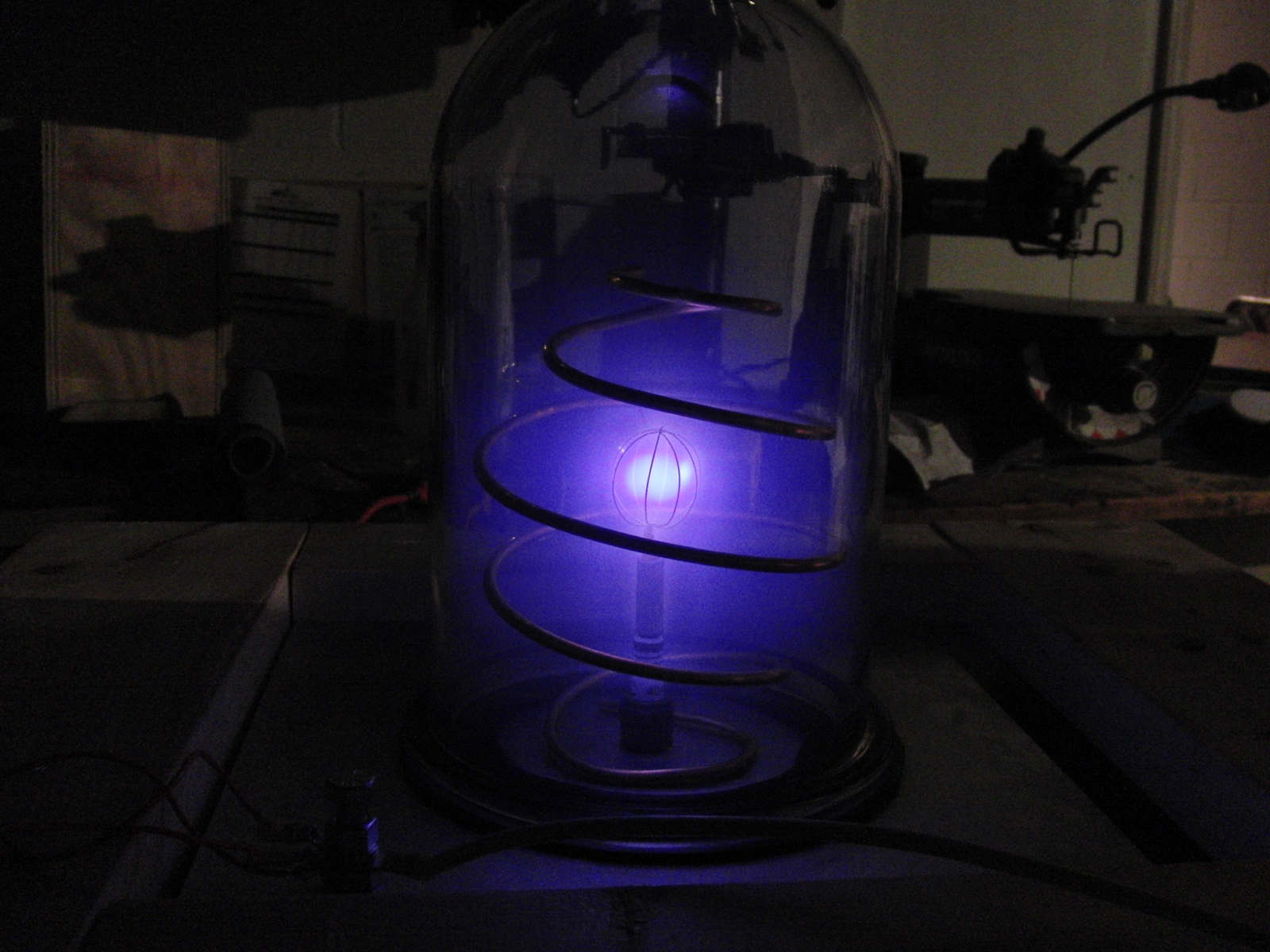
高校生によって作られた自家製フューザー

小規模の展示用のフューザーであれば素人でも作ることができ、高校生の科学実験などに用いられている。
スポット溶接された電極とステンレス鋼製の輪を右のアングルに繋ぐフューザーの電極は、厳密に配置しなくても良い。外部電極はビーチボール大にする。内部は卓球の球から野球の球の大きさにする。ネオンサインやX線装置に使用される高圧トランスと高圧増幅器を使用する。自動車のスパークプラグ用電線で電気を送る。スパークプラグ若しくは似た碍子で真空容器と電線を絶縁する。
重水素は核物質として規制されていない物であれば入手できる。中性子はアルミ、銀、インジウム箔、若しくはプラスチック中性子検出器と光検出器で測定できる。電圧は2万Vで危険である。中性子の放射は電圧を40kV上昇させる。X線の放射も危険である。観測窓は遮蔽する必要がある。

## 特許
- Bennett, W. H., アメリカ合衆国特許第 3,120,475号, Feb, 1964. (Thermonuclear power)
- P.T. Farnsworth, アメリカ合衆国特許第 3,258,402号, June, 1966 (Electric discharge — Nuclear interaction)
- P.T. Farnsworth, アメリカ合衆国特許第 3,386,883号. June, 1968 (Method and apparatus)
- Hirsch, Robert, アメリカ合衆国特許第 3,530,036号. September, 1970 (Apparatus)
- Hirsch, Robert, アメリカ合衆国特許第 3,530,497号. September, 1970 (Generating apparatus — Hirsch/Meeks)
- Hirsch, Robert, アメリカ合衆国特許第 3,533,910号. October, 1970 (Lithium-Ion source)
- Hirsch, Robert, アメリカ合衆国特許第 3,655,508号. April, 1972 (Reduce plasma leakage)
- P.T. Farnsworth, アメリカ合衆国特許第 3,664,920号. May, 1972 (Electrostatic containment)
- R.W. Bussard, "Method and apparatus for controlling charged particles",  アメリカ合衆国特許第 4,826,646号, May, 1989 (Method and apparatus — Magnetic grid fields).
- R.W. Bussard, "Method and apparatus for creating and controlling nuclear fusion reactions", アメリカ合衆国特許第 5,160,695号, November, 1992 (Method and apparatus — Ion acoustic waves).

## 註
1. ↑  Robert W. Bussard (2006-10-2～6). “The Advent of Clean Nuclear Fusion Super-performance Space Power and Propulsion”. 第57回国際宇宙会議. 2011年6月28日閲覧。
2. 1 2 3   (PDF) 円筒形IEC中性子線源における基礎放電実験
3. ↑  Miley, George H., and J. Sved. "The IEC star-mode fusion neutron source for NAA—status and next-step designs." Applied Radiation and Isotopes 53.4 (2000): 779-783.
4. ↑  NSD-GRADEL-FUSION
5. ↑   (PDF) 小型放電型中性子源による地雷探知技術の開発
6. ↑   McDermott
7. ↑   TEEN GOES NUCLEAR: Creates fusion in his home